# 沁芳闸
沁芳闸，小说《红楼梦》中的一处景观，位于大观园东北，见《红楼梦》第十七回（说著，引客行来，至一大桥前，见水如晶帘一般奔入。原来这桥便是通外河之闸，引泉而入者。贾政因问：“此闸何名？”宝玉道：“此乃沁芳泉之正源，就名‘沁芳闸’。”）（贾珍遥指道：“原从那闸起流至那洞口，从东北山坳里引到那村庄里，又开一道岔口，引到西南上，共总流到这里，仍旧合在一处，从那墙下出去。”）。周汝昌认为大观园有两处沁芳闸，一个东北部的进水闸，一个东南部的出水闸。宝玉读《会真记》扔花瓣在出水闸，黛玉葬花冢也在东南出水闸附近。这里距离荣国府前院梨香院也很近。